# Eisenbahnunfall von Ludwigsdorf

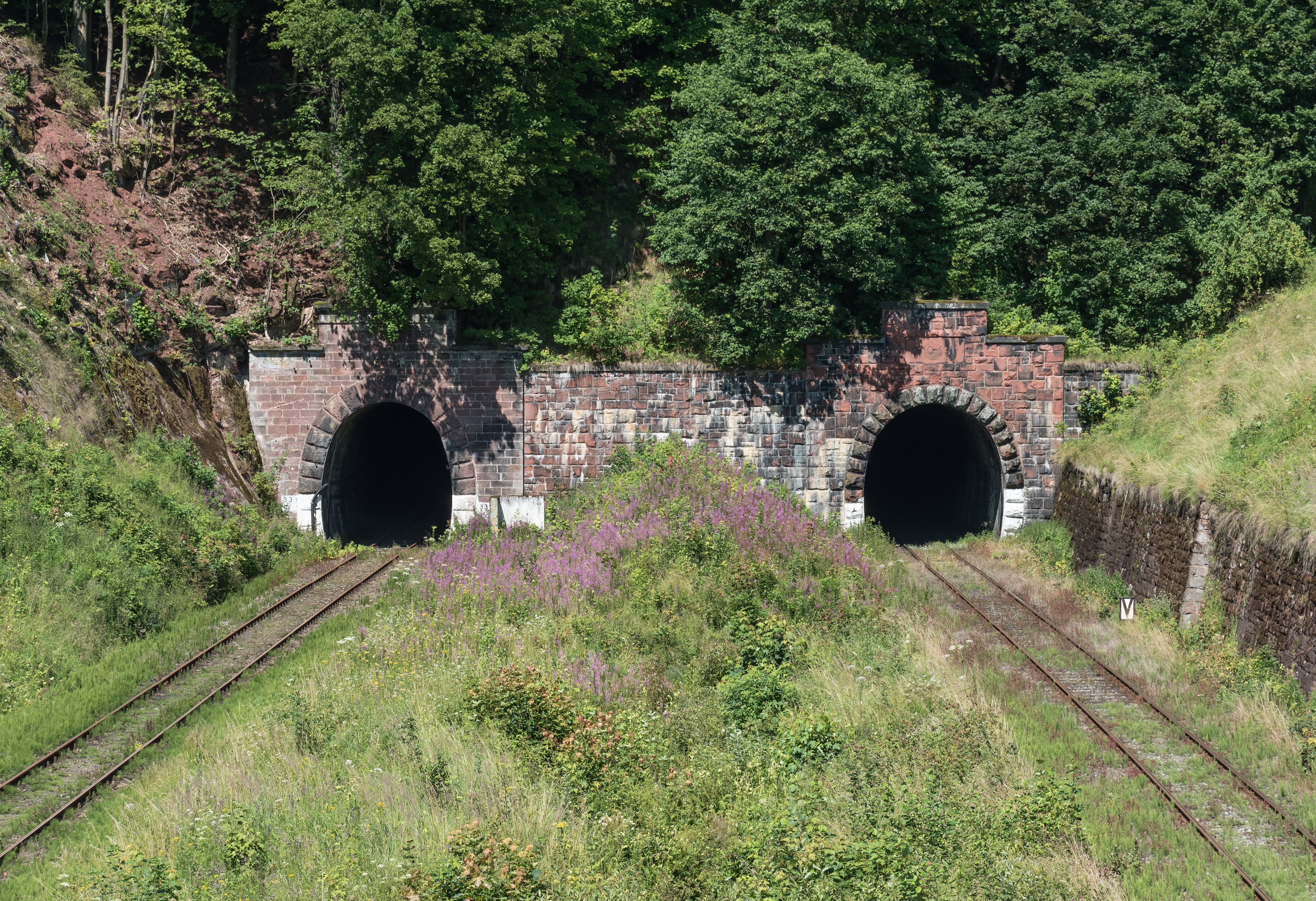
Portale des Tunnels Niederkönigswalde. Der Zug kam in der rechten Tunnelröhre zum Stehen.

Der Eisenbahnunfall von Ludwigsdorf war eine Zugtrennung auf der Bahnstrecke Waldenburg–Glatz am 27. Januar 1945. In den beiden entlaufenen und verunfallten Personenwagen starben bei Ludwigsdorf 60 Menschen. Sie wurden anonym in einem Gemeinschaftsgrab auf dem Friedhof von  Kunzendorf beigesetzt.

## Ausgangslage
Die Bahnstrecke Waldenburg–Glatz war in der Endphase des Zweiten Weltkriegs die letzte noch leistungsfähige Ost-West-Verbindung unter deutscher Kontrolle in Niederschlesien. Das Gebiet nördlich der Sudeten war zu diesem Zeitpunkt infolge der Niederschlesischen Operation bereits durch die Rote Armee besetzt. Der Eisenbahntunnel bei Niederkönigswalde ist einer der beiden Scheiteltunnel der Strecke. Beidseits des Tunnels gibt es längere Gefällestrecken mit teils hohen Gradienten. 
Der Lazarettzug des Luftwaffenlazaretts 8/17 war von Niederlindewiese nach Cottbus unterwegs. Der gemischte Zug bestand sowohl aus besetzten Personenwagen als auch Güterwagen mit Kriegsmaterial. Die beiden Personenwagen am Zugschluss hatten während der Fahrt schon mehrfach Probleme bereitet.

## Unfallhergang
Bei der Einfahrt in den Eisenbahntunnel bei Niederkönigswalde kam der Zug gegen 6.45 Uhr zum Stehen. Die letzten beiden Wagen standen dabei noch außerhalb des Tunnels. Zugbegleiter hantierten an diesen Wagen. Diese lösten sich vom Zug und entrollten entgegen der ursprünglichen Fahrtrichtung talwärts in Richtung Neurode.
Um die Wagen aufzuhalten, wurden sie in Ludwigsdorf auf das Ausziehgleis der Anschlussbahn der Wenceslaus-Grube geleitet. Dort durchbrachen sie mit hoher Geschwindigkeit den Gleisabschluss und stürzten auf ein Feld. Die Trümmer der Wagen gerieten in Brand.

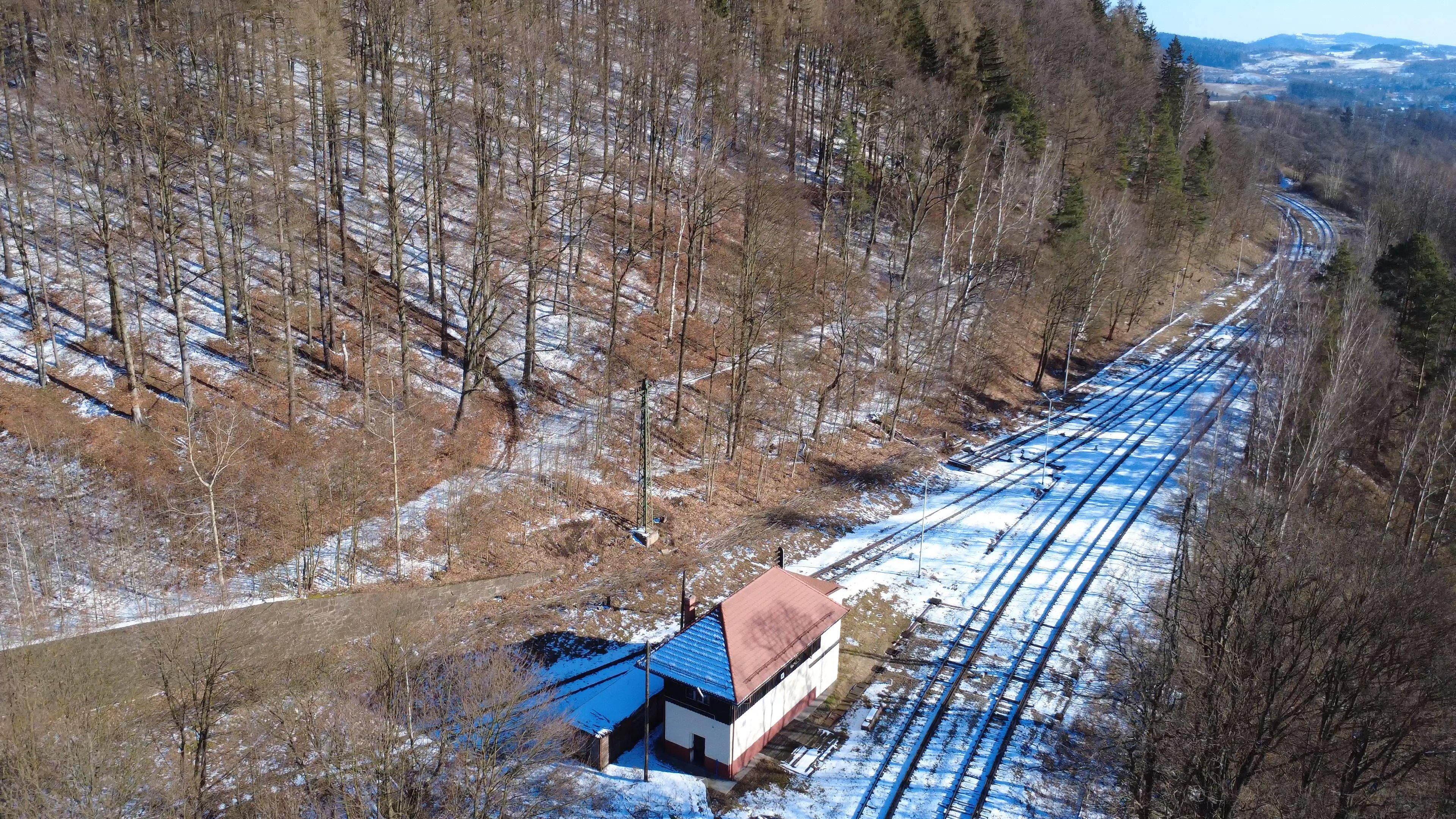
Abzweigstelle an der Anschlussbahn zur Wenceslaus-Grube. Die entlaufenen Wagen wurden nach links in die Anschlussbahn geleitet.
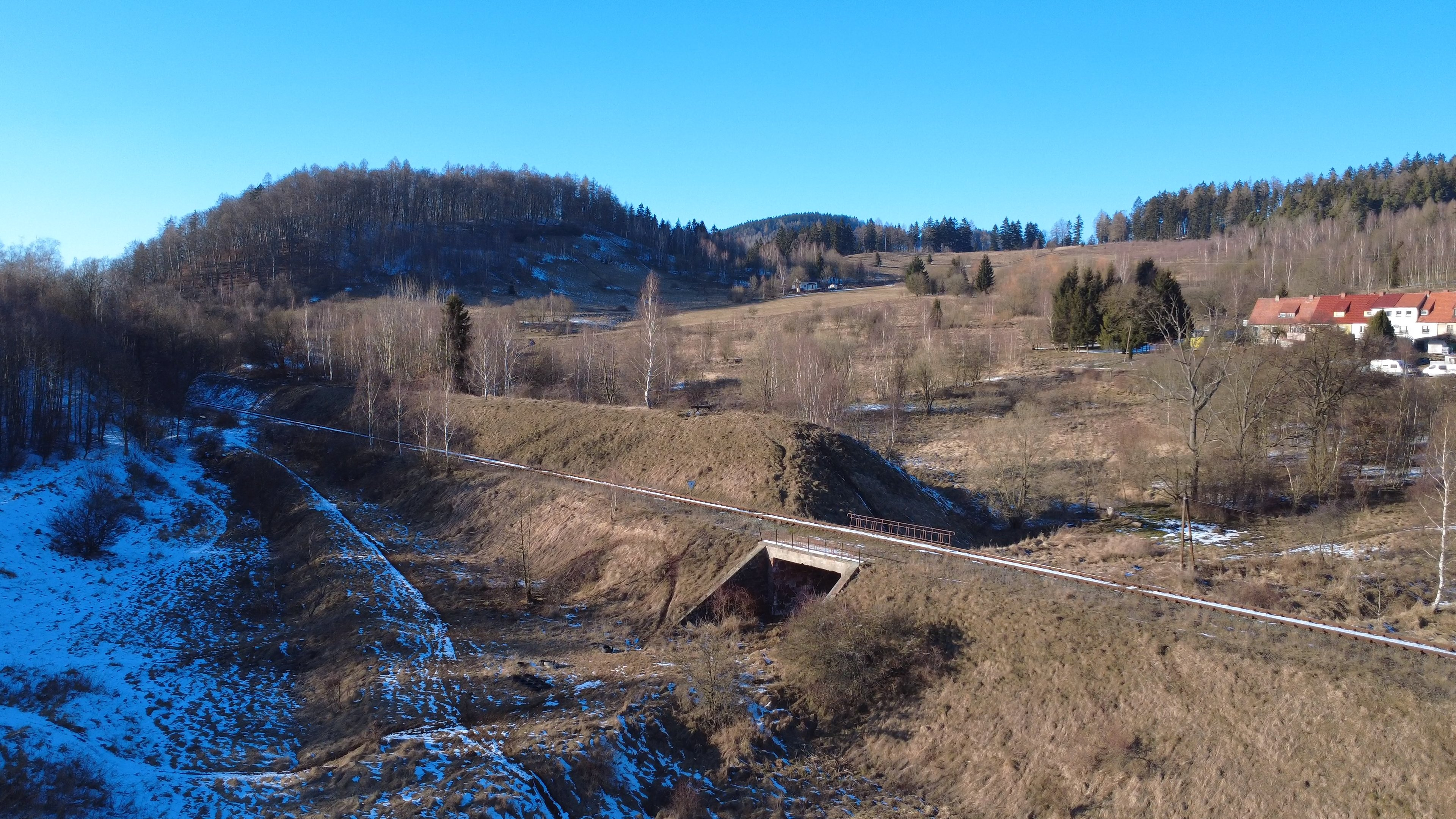
Das Ausziehgleis in der Anschlussbahn Wenceslaus-Grube endet auf einem hohen Damm. Die Wagen stürzten am Gleisabschluss in die Tiefe.

## Folgen

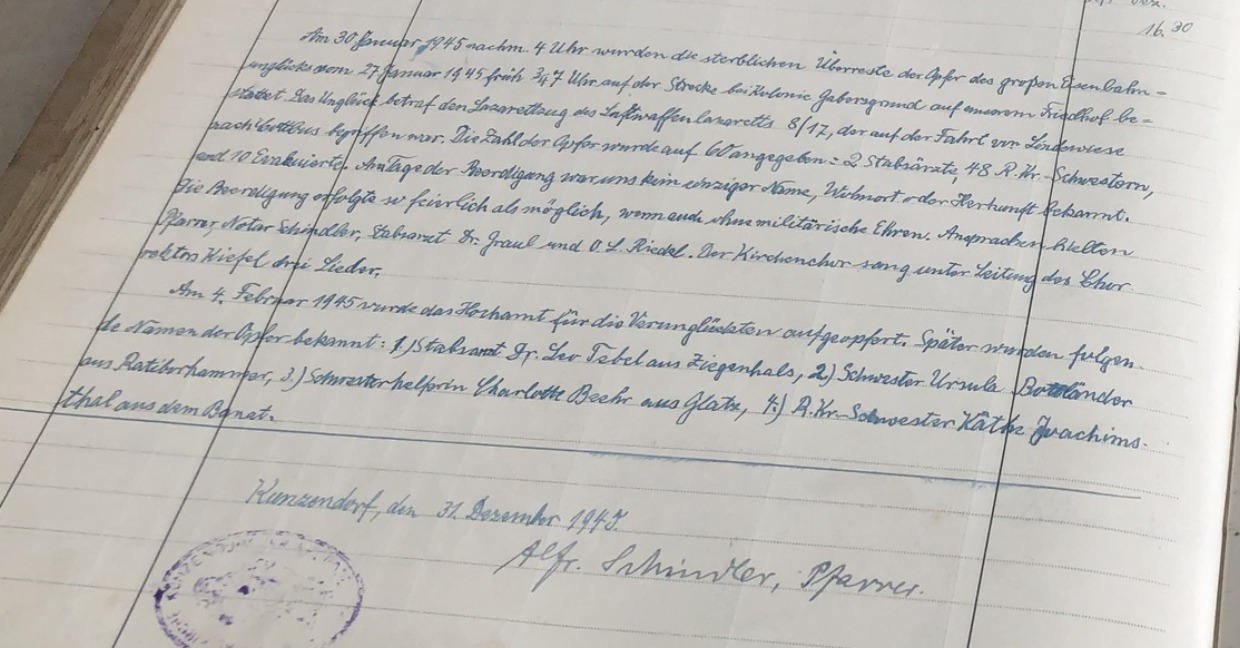
Bericht des Pfarrers von Kunzendorf über die Bestattung der Toten (Dezember 1945)

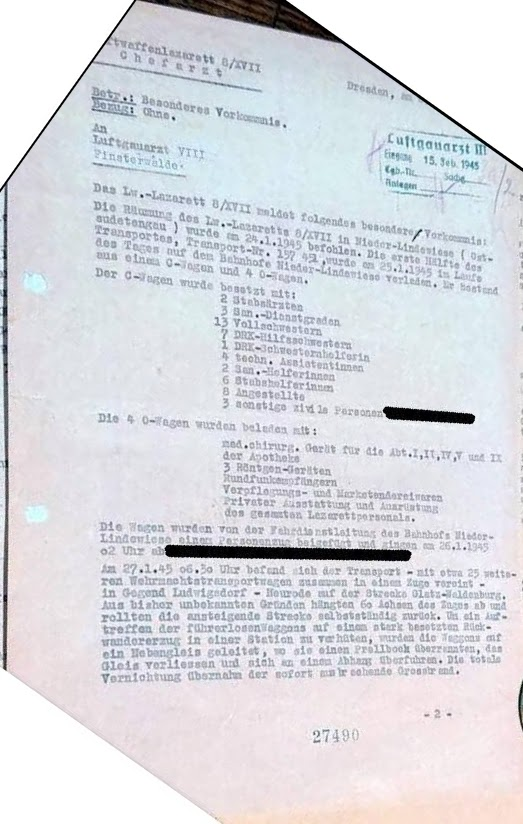
Eisenbahnunfall von Ludwigsdorf 1945

Der Unfall forderte insgesamt 60 Menschenleben. Unter den Opfern befanden sich zwei Stabsärzte, 48 Rotkreuzschwestern sowie zehn Evakuierte. Aufgrund der Nähe zur heranrückenden Front und der angespannten Situation in der Endphase des Zweiten Weltkriegs wurden die Opfer am 30. Januar 1945 in einem Gemeinschaftsgrab auf dem Friedhof von Kunzendorf beigesetzt. Erst später konnten fünf Tote namentlich identifiziert werden:
- Stabsarzt Leo Tebel aus Ziegenhals
- Schwester Ursula Bottländer aus Ratiborshammer
- Schwesternhelferin Charlotte Beehr aus Glatz
- Rotkreuzschwester Käthe Joachimsthal
- Röntgenassistentin Gertrud Reinecke